# Teluk Leban
Teluk Leban is een bestuurslaag in het regentschap Batang Hari van de provincie Jambi, Indonesië. Teluk Leban telt 2339 inwoners (volkstelling 2010).